# Passo Bolan
Il passo Bolān è un valico montano del Toba Kakar, catena montuosa della provincia del Belucistan, nel Pakistan occidentale, a 120 km dalla frontiera con l'Afghanistan. Permette la connessione della città di Sidi con Quetta grazie alla linea ferroviaria Rohri–Chaman e all'autostrada N-65.
Strategicamente posizionato sulla frontiera del Belucistan, permise il passaggio di mercanti, tribù nomadi e invasori da e verso l'Asia meridionale. Fu anche un importante passaggio per le truppe britanniche durante la campagna d'invasione dell'Afghanistan nel 1839.
La popolazione locale è composta principalmente da Brahui.